# Орша (притока Волге)
Орша (рус. Орша) река је на северозападу европског дела Руске Федерације. Протиче преко територија Рамешког и Калињинског рејона, на југоистоку Тверске области. Лева је притока реке Волге у коју се улива код Оршанског манастира, и део је басена Каспијског језера.
Река Орша извире из Оршинског језера, једног од језера из групације Петровских језера, на замочвареном подручју североисточно од града Твера.
Укупна дужина водотока је 72 km, површина сливног подручја 752 km², док је просечан проток воде у зони ушћа око 3,8 m³/s. У горњем делу тока река је доста уска и јако меандрира, а обале су интензивно замочварене. Због чињенице да у горњем делу тока протиче кроз бројне тресаве, река Орша је карактеристична по браон боји своје воде. У средњем делу тока корито се шири до 20 метара, а проток је изразито слаб. Под утицајем воде из Волге њено корито се нагло шири у доњем делу тока. Под ледом је од половине новембра до почетка априла.
Најважнија притока је река Шуја (десна притока) чија дужина је 11 km.
На њеним обалама се некада налазила варошица Орша, али је због скретања речног корита то насеље данас нешто западније од самог речног корита. Важнија насеља на њеним обала су села Сахарово и Авакумово.